# Schefflera pseudocandelabrum
Schefflera pseudocandelabrum är en araliaväxtart som beskrevs av René Viguier. Schefflera pseudocandelabrum ingår i släktet Schefflera och familjen araliaväxter.
Artens utbredningsområde är Nya Kaledonien. Inga underarter finns listade.